# Chioneosoma glasunovi
Chioneosoma glasunovi är en skalbaggsart som beskrevs av Semenov 1895. Chioneosoma glasunovi ingår i släktet Chioneosoma och familjen Melolonthidae. Inga underarter finns listade i Catalogue of Life.